# Шапур II
Шапур II (персијски: شاپور ; око 309 – 379) био је велики персијски владар династије Сасанида. Владао је од рођења па до смрти. Сматра се јединим владарем крунисаном још у материци. Његова владавина представља врхунац Сасанидске Персије.

## Детињстви и младост
Сасанидски краљ Хормизд II умро је 309. године. Персијски племићи убили су му најстаријег сина, ослепели другог, а трећег заробили. Престо су резервисали за Хормиздовог нерођеног сина Шапура. Круна је била стављена на мајчин трбух. Тако се Шапур родио као краљ. До шеснаесте године државом је владала његова мајка и персијски магнати. Устоличен је поводом стогодишњице постојања Сасанидске династије.

## Владавина
Шапур је у Персију увео кастински систем. Моћ свештеника била је смањена, а заратустризам је постала државна религија. Хришћани су прогоњени што му је донело непријатељство са Римским царством у коме је недавно цар Константин I Велики Миланским едиктом дозволио хришћанима испољавање вероисповести (313. година).
Шапур се на почетку владавине успешно борио против Арапа. Међутим, његов највећи противник било је Римско царство. Константин је планирао поход на Персију, али га је у томе спречила смрт. Шапур прекида мир који је са Диоклецијаном склопио његов деда Нарсех 297. године. Рат је трајао пуних 26 година.
Шапур је анектирао и хришћанску Јерменију. Потом је почео освајати римске тврђаве у Месопотамији. Борбе су вођене углавном око Сингаре и Нисибиса. Тешко је напредовао. Војна снага Персијанаца није била довољна ни да задрже освојене територије. Константинов наследник Константин II водио је дефанзивну политику. Рат је накратко прекинут 350. године нападом номадских племена на Персију. Мировни преговори нису уродили плодом.
Године 359. Шапур коначно осваја Амиду, а следеће године и Сингару. Подстакнут неповољним пророчанством, Шапур прекида ратне операције. Наследник Константинов, Јулијан Апостата продире са 120.000 војника 363. године до Ктесифона, сасанидске пресонице, али не успева да је освоји. Шапур му, потом, наноси пораз и присиљава Римљане на понижавајући мир.
Сасанидска Персија је сада достигла свој врхунац протежући се од Кине до Кавказа. Шапур је обновио старе градове Сузу, Нишапур и Хорасан. Умро је на врхунцу моћи 379. године.